# Antigo Testamento
As Escrituras Hebraicas, conhecidas pelos cristãos como Antigo ou Velho Testamento, têm 46 livros na versão usada pelos católicos e 39 na dos protestantes, e constitui a primeira grande parte da Bíblia cristã e a totalidade da Bíblia hebraica, sendo dividida em 24 livros no Judaísmo, pois alguns dos livros que são divididos em dois pelos cristãos são apenas um para os judeus, como Reis e Crônicas. Foram compostos em sua grande maioria em hebraico, grego e partes em aramaico.
Chama-se também Tanakh, acrônimo lembrando as grandes divisões dos escritos sagrados da Bíblia hebraica que são os Livros da Lei (ou Torá), os livros dos profetas (ou Nevi'im), e os chamados escritos (Ketuvim). Entretanto, os cristãos dividem o Antigo Testamento em outras partes, e reordena os livros dividindo-os em categorias; Lei, história, poesia (ou livros de sabedoria) e Profecias.
O termo Antigo Testamento, apesar de comum, é muitas vezes considerado pejorativo pelos judeus, pois pode ser interpretado como inferior ou antiquado ao Novo Testamento dos cristãos. Já a expressão Bíblia hebraica é adotada por alguns estudiosos para tentar evitar algum sectarismo.

## Versão hebraica
As Escrituras Hebraicas ou Antigo Testamento são uma coleção de escritos religiosos dos antigos hebreus , acreditados por muitos judeus e cristãos religiosos como a sagrada Palavra de Deus.
Muitos séculos antes do nascimento do homem que é considerado o Messias pelos cristãos, que os judeus acreditam ainda estar por vir, escribas, sacerdotes, profetas, reis e poetas do povo hebreu mantiveram registros de sua história como um povo e de sua religião monoteísta, ou seja, uma religião que acredita na existência de um único Deus, com estes livros dando destaque a relação deste povo com a divindade de sua religião. Estes registros tinham grande significado e importância em suas vidas e, por isso, foram copiados muitas e muitas vezes e passados de geração em geração.
Com o passar do tempo, esses relatos sagrados foram reunidos em coleções conhecidas por a Lei, os Profetas e os Escritos.
A Lei compreende os primeiros cinco livros ("Gênesis", "Êxodo", "Levítico", "Números" e "Deuteronômio"). Já os Profetas são subdivididos em Profetas Anteriores e Profetas Posteriores. O primeiro subgrupo inclui: Josué, Juízes, Samuel e Reis (os dois últimos livros são divididos, respectivamente, em duas partes na Bíblia Cristã). O segundo subgrupo inclui: Isaías, Jeremias, Ezequiel e os Doze Profetas Menores. Os Escritos também são organizados em duas subcategorias: Poéticos e Históricos. Os Poéticos reúnem o grande livro de poesia, os Salmos, além de Provérbios, Jó, Ester, Cantares de Salomão, Rute, Lamentações e Eclesiastes. Já os Históricos reúnem os livros de Daniel, Esdras, Neemias e Crônicas (este último também é dividido em duas partes na Bíblia Cristã).
Os livros do Antigo Testamento foram escritos em longos pergaminhos confeccionados em pele de cabra e copiados cuidadosamente pelos escribas. Geralmente, cada um desses livros era escrito em um pergaminho separado, embora a Lei ocupasse espaço maior, sendo escrita em dois grandes pergaminhos.
O aramaico foi a língua original de algumas partes dos livros de Gênesis, Daniel e de Esdras.
Os fragmentos de Ketef Hinnom de por volta do ano 600 a.C., o Papiro Nash de por volta de 150-100 a.C., e pergaminho de Isaías 1Qlsaa dos Manuscritos do Mar Morto, sãos os mais remotos trechos do Antigo Testamento em hebraico. O manuscrito de Isaías, o mais antigo livro praticamente completo que existe, estima-se que tenha sido escrito durante o século II a.C. e por isso, deveria se assemelhar muito ao pergaminho que Jesus de Nazaré teria utilizado numa sinagoga, em sua cidade natal. Foi descoberto em 1947, juntamente com outros documentos em uma caverna próxima ao Mar Morto.

## Cânone
Diferentes tradições cristãs possuem um diferente cânone para o Antigo Testamento. A Igreja Católica Romana utilizou, a partir do século IV, como canônica a versão chamada Ítala, com alguns livros adicionais que aparecem em algumas versões da Septuaginta, uma tradução dos escritos hebraicos para o grego realizada entre os séculos III a.C. e I a.C.. Quando o tradutor Jerônimo fez a Vulgata, o papa Dâmaso pediu que fosse incluídos vários livros que circulavam na versão Ítala. Durante o renascimento ressurgiu o debate quanto ao cânone. Os maiores biblistas católicos da época, Joachim Reuchlin, Cardeal Caetano, Erasmo e Sancte Pagnino eram a favor de um cânon menor que excluíam os livros ausentes da Bíblia Hebraica massorética. Os defensores da reforma protestante adotaram essa escola de pensamento, e como resposta a isso o Concílio de Trento em 1546 reforçou, em seu Cânone oficial, que os livros de Judite, Tobias, Sabedoria, Eclesiástico (Sirácida), Baruque, I Macabeus e II Macabeus, os capítulos 13 e 14 e os versículos 24 a 90 do capítulo 3 de Daniel (vide Adições em Daniel), os capítulos 11 a 16 de Ester (Adições em Ester), todos existentes em língua grega, deveriam ser tratados como canônicos, ao passo que os textos conhecidos como Oração de Manassés e os livros de III e IV Esdras não mais o seriam. A Igreja Católica Ortodoxa acabou por decidir pela inclusão de Tobias, Judite, Sirácida e Sabedoria.
Uma das principais razões para a escolha pela comunidade de Israel de quais escritos fariam parte do cânon do antigo testamento era o critério do reconhecimento da autoria do respectivo livro (escritos de Moisés, Salomão, Davi, etc.).
Em outras tradições cristãs existe mais material adicional, como por exemplo na Bíblia Etíope e na Bíblia Copta. A tradição reformada optou por seguir o cânone estabelecido pela tradição judaica, porém mantendo a diferente ordem dos livros, inspirados na Vulgata e na Septuaginta.

## Temática
O Antigo Testamento trata basicamente das relações entre Deus e o povo Israelita. Existem vários nexos temáticos entre os livros de acordo com suas divisões (seja a hebraica ou a cristã). Única entre essas tradições é a primeira divisão, a Torá ou Pentateuco, que trata da história sagrada do povo de Israel, a partir da criação do mundo até a ocupação da Terra, passando pela legislação litúrgica e religiosa. Tradicionalmente, a Torá ou Lei é atribuída a Moisés e, depois de sua morte, terminada por Josué; porém, muitos autores defendem que a formação da Torá foi um processo longo passando por diversos grupos de autores até sua adoção uniforme pós-exílica.

## Composição textual
Os textos do Antigo Testamento são, no geral, anônimos, mas sabe-se que foram compostos por escribas ou amanuenses. Nesse processo, boa parte dos textos circulavam (às vezes por gerações) de forma oral até serem fixados em texto escrito pelos escribas. Na composição dos textos bíblicos, era comum incorporarem fontes anteriores e os escribas tinham a liberdade de editar ou adicionar ao texto.
Quanto ao texto transmitido, não chegou até nós nenhum rolo original de qualquer material bíblico. Atualmente os documentos mais antigos que ainda existem são oriundos do século II a.C., tais como o chamado Papiro Nash, encontrado em 1902, no Egito, que contêm o decálogo e o texto da confissão de fé hebraica Shemá Israel (Deuteronômio 6:4), e os manuscritos do Mar Morto encontrados em Qumran, sendo estes datados do século II a.C. até aproximadamente 70 d.C e que incluem diversos fragmentos de textos de praticamente todos os livros da Bíblia Hebraica, com a exceção de Ester.
A partir de 100 d. C. a tradição fariseu-rabínica passou a dominar no judaísmo e desenvolveu-se um método de auxílio na transmissão do texto, inclusive a correta vocalização. Os estudiosos que trabalharam para manter a padronização do texto, especialmente com o declínio do hebraico como língua falada, eram chamados de massoretas e terminaram por elaborar um texto que passou a ganhar autoridade oficial entre os séculos VII e X, chamado de texto massorético. Oriundos dessa tradição existem dois manuscritos importantes que baseiam as edições críticas do texto atual: O Codex Leningradensis e o Codex Aleppo.
A subdivisão do texto em capítulos e versículos não vem do texto original. A primeira divisão existente foi a divisão do texto da Torá (Pentateuco) em 54 parashot que são leituras semanais para o ano litúrgico judaico. A divisão por capítulos foi introduzida pelos cristãos com o objetivo prático de auxiliar a referência a textos. Uma das atuais divisões em capítulos foi realizada por Stephan Langton por volta de 1200 d.C. e foi adotada primeiramente num manuscrito hebraico no século XIV. A divisão em versículos foi resultado de um processo que só chegou ao final no século XVI. Por isso a tradição reformada, que rompeu com a tradição católica romana antes desse período, possui diferenças na contagem de capítulos e versículos.

## Gêneros Literários
O Antigo Testamento são um textos muito complexos, pois é composto de livros escritos em múltiplos gêneros e, em diferentes épocas históricas do povo hebreu.
Quanto à maioria dos livros, quatro tradições literárias que os compõem podem ser reconhecidas (de acordo com a hipótese documental):
- Javista, que faz uso do termo Javé (ou Jeová) para se referir a Deus, ao qual se apresenta antropomórfico, manifestado na forma humana. Esse gênero provavelmente é típico do reino hebraico do sul ou de Judá.
- Eloísta, que faz uso do termo Elohim para se referir a Deus, ao qual se apresenta de forma mais transcendental. Esse gênero provavelmente é típico do reino hebraico do norte ou de Israel.
- Sacerdotal, que se concentra em questões do culto judaico, e que inclui o relato que se encontra no princípio de todo o Antigo Testamento: a primeira versão da Criação no livro de Gênesis (a segunda versão da Criação que vem imediatamente após é de tradição Javista).
- Deuteronomista, que se concentra no cumprimento da Lei, por ter sido escrita no que alguns identificaram como a descoberta da Lei no tempo do rei Josias. Precisamente o livro de Deuteronômio pertence a este gênero.

Os seguintes gêneros literários podem ser reconhecidos no Antigo Testamento:
- Épico-narrativo: Abrange todos os textos na forma de uma prosa. Inclui: mitos, narrativas romanceadas e ficcionais; estórias populares (mitos, lendas, sagas, contos); dados informativos, crônicas administrativas, genealógicos e biográficos. Na Bíblia, as narrativas servem para providenciar contextos internos ou para explicar com conceitos teológicos de obediência e desobediência os acontecimentos. O gênero épico-narrativo bíblico é distinto do gênero textual "história", que apareceu entre os gregos por volta do ano 550 a.C., que pressupõe um relato o mais objetivo possível e sem pressupor uma moral nos acontecimentos.
- Profecias: não necessariamente prediz o futuro, conforme a acepção popular da palavra, mas comunicam palavras ou oráculos de Deus ao povo. No geral, denunciam injustiças, idolatrias, ritualismo sem convicção, despeitos aos ensinos divinos. Em sua parte de prognósticos, anunciam a punição divina ou a vinda do Messias. São na forma de provérbios, poemas e discursos proferidos por um profeta (mensageiro que fala em nome de Deus). Inclui oráculos, contos biográficos, visões e ações simbólicas.
- Lei: Coleções de normas e preceitos pelas quais o povo hebreu era governado tanto nas relações entre particulares, na organização social e na vida moral e ritual.
- Lírico: textos poéticos, geralmente em verso, que expressam sentimentos e experiências profundas. Inclui canções de amor, elegias de dor, poemas de oração.
- Sapienciais: coleções de frases, provérbios, alegorias e refrões que expressam de maneira popular e fundamentada a experiência de vida dos sábios.

## Livros
Pentateuco
- Gênesis: O livro de Gênesis narra a visão da criação do mundo na perspectiva hebraica, a desobediência humana no Jardim do Éden, a narração do dilúvio, o relato da Torre de Babel, o chamado do Patriarca Abraão e o surgimento das 12 tribos de Israel, até a fixação deste povo nômade no Egito através da história de José.
- Êxodo: narra o evento que lhe dá nome; a partida dos escravos hebraicos do Egito, sob a liderança de Moisés, e culmina com a entrega dos Dez Mandamentos no Monte Sinai.
- Levítico: trata dos assuntos das leis referentes aos sacrifícios, à consagração dos sacerdotes e às leis referentes à pureza e à santidade; principalmente mandamentos para os grupos levitas (sacerdotal).
- Números: narra os mandamentos dados ao povo hebreu durante as estadas em Sinai, o deserto de Qades-Barnea e as planícies de Moabe.
- Deuteronómio: Este livro conta o que aconteceu desde a entrega das Tábuas da Lei até a chegada às planícies de Moabe. É considerado pela tradição judaico-cristã o discurso final de Moisés antes de morrer.

Livros Históricos
- Josué[16]: Este livro narra a conquista de Canaã e a distribuição das terras que Josué faz entre as diferentes tribos. Então ele discute alguns dos temas da Assembleia de Siquém e as disposições de Josué. É considerado um livro profético no cânon judeu.
- Juízes: Narra o período desde a morte de Josué até o nascimento de Samuel, época em que o povo de Israel abandonou sua vida nômade e acabou de se estabelecer primeiro como semissedentários e, em seguida, agricultores. É considerado um livro profético no cânon judeu.
- Rute: O nome do livro é uma referência à figura principal do relato, Rute, a bisavó de David. Ele conta como Rute aceitou o Deus de Israel como seu Deus e os israelitas como seu povo. O livro se inicia com Elimeleque emigrando para Moabe (localizado na atual Jordânia) com sua esposa Noemi e seus dois filhos, Malom e Quiliom, que, após a morte de Elimeleque, se casaram com mulheres moabitas, respectivamente, Rute e Orpa.
- I Samuel: O livro é ambientado numa época em que as 12 tribos de Israel estabeleceram uma monarquia centralizada. Este livro conta a história de Samuel e o reinado do rei Saul até sua morte, incluindo a guerra dos hebreus contra os filisteus e a grande ação do pastor David, derrotando o gigante Golias. É considerado um livro profético no cânon judeu.
- II Samuel: Sendo a continuação de I Samuel, conta sobre Israel da morte do rei Saul e do reinado posterior de David, com um suplemento na parte final.
- I Reis: Este livro conta sobre o reinado de Salomão, filho de Davi e dos reinos de Judá e de Israel.
- II Reis: narrativa histórico-teológica dos reinos de Judá e de Israel continua da morte de Salomão até a queda de Samaria e de Jerusalém, conta-se sobre os reinados que sucederam Salomão, entre eles, Jeroboão, Omri, Ahab, Jezabel, Oseias e Joacaz. Sendo que segundo os autores do livro todos eles desagradaram a Deus por terem cometido o mal. Ele também conta os milagres do profeta Eliseu e, no final do livro, a história culmina com a conquista do Reino de Judá pelo Império Babilônico, levando ao exílio da Babilônia (localizada no atual Iraque).
- I Crônicas: genealogias desde as origens até a morte de Davi. Lista genalogias de Adão até o Rei Saul na primeira metade e depois reconta a saga do Rei David.
- II Crônicas: relato expandido do período entre a morte de Davi e a libertação final dos hebreus do cativeiro na Babilônia pelo rei Ciro, o Grande, rei da Pérsia (atual Irã). Conta a história de cada rei de forma muito esquemática e não exaustiva, indicando em geral: nome do pai, nome da mãe, duração do reinado, sucessor, local de enterro, grandes eventos e sincronia de cada um dos reis de Israel. A Septuaginta e a Vulgata chamam estes dois livros de Paralipômenos, pois relatam coisas que foram deixadas de lado no relato contido em Samuel e Reis, porém, cabe destacar que foram escritos a partir de um enfoque sacerdotal, ou seja, com um enfoque maior na história religiosa dos hebreus.
- Esdras: Este livro trata especialmente da reconstrução do Templo de Jerusalém e da organização jurídica do judaísmo. Na época em que o livro é ambientado a atual Israel era uma das várias satrapias do Império Persa.
- Neemias: Este livro relata a reconstrução dos muros de Jerusalém, o arranjo do templo e as reformas realizadas por Neemias. Assim como o livro anterior, é ambientado durante o domínio persa.
- Tobias: Faz parte do cânon católico e ortodoxo, mas não da maioria das igrejas protestantes e da religião judaica. Este livro diz o relato do acompanhamento que o arcanjo Rafael faz a um jovem cheio de fé, que procura uma esposa e finalmente se casa depois de ter enfrentado enormes dificuldades com a ajuda do anjo enviado por Deus. É uma apologia para os valores familiares e humanos.
- Judite: O livro conta a história de Judite, filha de Merari, no meio da guerra do Reino de Israel contra o Império Assírio.
- Ester[16]: É de grande valor entre o povo judeu, pois narra como Ester salvou os judeus de um extermínio iminente preparado por Hamã, o ministro do rei Assuero da Pérsia (Assuero é geralmente identificado como sendo Xerxes, o rei persa que invadiu a Grécia e lutou contra os espartanos liderados por Leónidas I na Batalha das Termópilas e foi derrotado por Temístocles na Batalha de Salamina, mas também é identificado com seu filho Artaxerxes). Dita salvação é comemorado com a festa de Purim.
- I Macabeus: É parte do cânon católico e ortodoxo, mas não do cânone protestante e judeu. Macabeus narra a tentativa de helenizar a força os judeus por parte de Antíoco IV Epífanes, rei grego do Império Selêucida e descendente de Seleuco I Nicátor, um dos generais de Alexandre, o Grande.
- II Macabeus: O Segundo livro dos Macabeus não é a continuação do primeiro. É em parte paralelo a ele, iniciando a narração dos acontecimentos um pouco antes, no fim do reinado de Seleuco IV, predecessor de Antíoco IV Epifânio, mas acompanhando-os apenas até a derrota de Nicanor, antes da morte de Judas Macabeu. O livro centra-se em duas festas religiosas: a Dedicação do Templo após a reconstrução (Hanukkah), e o dia em que Nicanor assedia o templo. Também conta a história de Heliodoro, e o martírio de Eleazar, e dos sete irmãos e sua mãe. Como I Macabeus, faz parte do cânon católico e ortodoxo, mas não da maioria dos protestantes e judeus.

Livros Poéticos e Sapienciais
- Jó[16] (ou Job): Este livro conta a história de Jó, um homem justo e temente a Deus que é testado com dureza para ver se ele negava a Deus e se afastava dele.
- Salmos[17]: Este livro contém cânticos e orações, atribuídos principalmente ao rei David.
- Provérbios: são os ensinamentos da filosofia teológica judaica que ensinam o homem a ser como os sábios e a viver de acordo.
- Eclesiastes (Coélet): É o compêndio das meditações anômimas, atribuídas a um rei em Jerusalém. Depois de investigar a vida e ver que tudo é vaidade, o autor discorre que a única coisa importante na vida é manter a Palavra de Deus, pela qual todos serão julgados.
- Cânticos dos Cânticos[16]: É sobre dois amantes anônimos, um personagem é referido como rei em Jerusalém e a mulher é referida como sulamita, que foram forçados a se separar. No contexto das escrituras hebraicas, Cântico dos Cânticos é único por celebrar o amor sexual.[18]
- Sabedoria: Pertence ao cânone católico e ortodoxo. Este livro é dirigido aos irmãos de seu autor alertando-os sobre a ruína a que idolatria os guiará se eles se deixassem se levar por eles.
- Eclesiástico (Sirácida): O livro é destinado a judeus piedosos que querem viver a vida de acordo com a Lei, sem esquecer os gentios que desejam saber o que os espera se desejarem se tornarem judeus. O judaísmo não exige que alguém se converta ao judaísmo para ser uma pessoa melhor ou para que, algum dia, alcance o Paraíso. Para isso, no entendimento dos judeus, basta ser ético.

Livros Proféticos
- Isaías:[16] Este livro contém profecias com visões, falas proféticas e aspirações de uma redenção universal para todos os povos da terra. A exegese moderna divide-a em pelo menos três grandes coleções de poemas proféticos (capítulos 1-35, 40-55 e 56-66), e um apêndice histórico (capítulos 36-39), parcialmente paralelo ou retirado de partes ou passagens de II Reis.
- Jeremias: Este livro contém a história e as profecias de Jeremias, um nobre judeu altamente sensível, que desde uma idade muito jovem se sentiu obrigado a conscientizar as pessoas sobre a necessidade de ser fiel e obediente diante de Deus. Ele profetizou insistentemente o exílio do povo e dos reis de Judá por Nabucodonosor II da Babilônia, então ele muitas vezes entrava em conflito com as autoridades civis e religiosas do Reino de Judá.
- Lamentações: Este livro contém quatro lamentos alegóricos e uma oração, escrita por ocasião da devastação de Jerusalém depois de cair nas mãos de Nabucodonosor II. Eles evocam vividamente os horrores do cerco, queda e destruição de Jerusalém, e o insondável sofrimento de ver os judeus humilhados, marchando para o exílio, carregados como ovelhas pelos conquistadores da Babilônia.
- Baruc: É um texto que pertence ao cânon católico e ortodoxo, mas não da maioria das igrejas protestantes e da religião judaica. É uma série de documentos anexados por Baruc, escriba e secretário do profeta Jeremias, onde os judeus são ensinados a lidar com o exílio e o cativeiro com responsabilidade e dignidade e lealdade ao Deus de Israel.
- Ezequiel: Na introdução, Deus dá ao profeta as orientações de sua missão profética sobre a restauração do povo israel então no exílio. Nos capítulos seguintes detalham uma longa série de ameaças e futuros castigos para Jerusalém e Judá, para os falsos profetas e, em geral, para todos os judeus que pecaram antes da invasão de Nabucodonosor.
- Daniel:Este livro é a soma de até doze documentos diferentes que relacionam histórias e visões atribuídas a Daniel, um sábio judeu e conselheiro que serviu na corte dos reis da Babilônia e Pérsia durante o exílio. No cânone judaico, o livro de Daniel não é considerado parte dos livros dos Profetas, mas como parte dos Ketuvim (Escritos inspirados no Ruach haKodesh). No cânon católico, a história de Susana e do Dragão é adicionada.
- Oseias: relata uma profecia que é dividida em duas partes. É um dos mais antigos livros a antigir sua forma canônica como a conhecemos.
- Joel: dividido em duas partes claramente diferenciadas. Na primeira, uma praga devastadora de gafanhotos destrói o país, produzindo uma celebração penitencial entre as vítimas. A segunda parte trata dos frutos da penitência e da libertação que anunciam uma redenção futura.
- Amós: O livro profético mais antigo da Bíblia. Dá uma mensagem de advertência às nações e aos pecadores de Judá e de Israel, como serão julgados por Deus e punidos, mas poderão eventualmente ser perdoados.
- Obadias (ou Abdias): profetiza a destruição do reino de Edom. Sabe-se que esta nação deixou de existir no decorrer das Guerras judaico-romanas.
- Jonas: conto moral de como o profeta Jonas foi convocado a pregar ao povo de Nínive (capital do Império Assírio; localizada no atual Iraque) para persuadi-los a se arrependerem ou receberiam a destruição.
- Miqueias: Este livro trata do castigo de Deus sobre o reino de Israel pelos pecados, tais como: idolatria, adoração de Baal (deus principal dos canaenus), sacrifícios, rituais infantis, magia e encantamentos, bem como as injustiças e roubo de terra pelos ricos contra a população pobre.
- Naum: Profetiza a destruição de Nínive, que simboliza a libertação de toda a escravidão.
- Habacuque (ou Habacuc): um debate entre o profeta e Deus sobre as injustiças e violências, com Deus respondendo que enviaria os babilônios para punir o mal.
- Sofonias: é um convite à penitência e uma afirmação do amor de Deus para o povo.
- Ageu: convova para a reconstrução do Templo e é dividido em quatro discursos ou sermões que estão em ordem cronológica.
- Zacarias: fala sobre a restauração do Templo e de Jerusalém e a coroação do sumo-sacerdote Josué, bem como a restauração da antiga glória de Israel.
- Malaquias:[16] Aparece como o último livro do Antigo Testamento nas edições cristãs. Neste livro se repreende as atitudes das famílias quando se separam e o comportamento dos sacerdotes pelo não cumprimento ao culto divino.

- Observação: Livros em itálico são deuterocanônicos

## Críticas
As Escrituras Hebraicas (chamadas de Antigo Testamento pelos cristãos) tem sido comparada por críticos da religião por apresentar um Deus violento e castigador, em contraste com o Novo Testamento dos cristãos, onde Jesus de Nazaré apresenta a sua mensagem, vista como contraditória, de Paz e Amor. Alguns consideram que se fala de um Deus diferente; de facto, pelos padrões das sociedades modernas, muitos episódios do Antigo Testamento parecem a esses críticos não só cruéis como absurdos.